# Mount Dolence
Mount Dolence är ett berg i Antarktis. Det ligger i Västantarktis. Chile gör anspråk på området. Toppen på Mount Dolence är 1 950 meter över havet, eller 528 meter över den omgivande terrängen. Bredden vid basen är 3,3 km.
Terrängen runt Mount Dolence är huvudsakligen lite bergig. Trakten är obefolkad. Det finns inga samhällen i närheten.